# Siemens (azienda)
Siemens AG è una multinazionale tedesca, fondata nel 1847, attiva nei settori delle tecnologie, della mobilità e dei servizi, con sede a Monaco di Baviera e presente con diversi uffici in circa 200 paesi.
L'azienda conta circa 385 000 dipendenti a livello mondiale e nel 2019 ha registrato un fatturato di 86,849 miliardi di euro. Il titolo Siemens (SIE) è quotato nella Borsa di Francoforte e, dal 12 marzo 2001 al gennaio del 2014, lo è stato anche in quella di New York.
È membro dell'Istituto europeo per le norme di telecomunicazione (ETSI).

## Storia

### Dalla fondazione al 1865

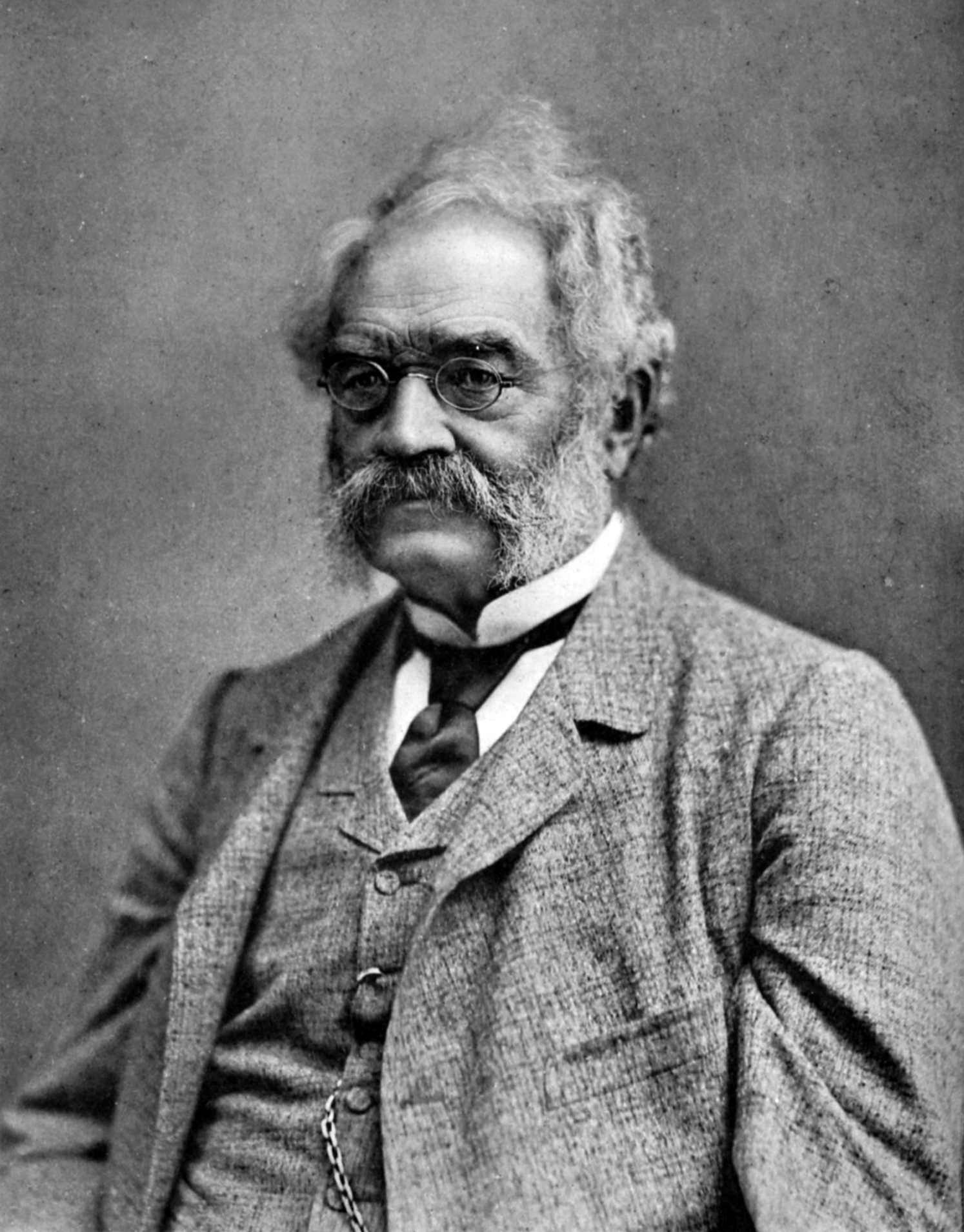
Un ritratto di Werner von Siemens, fondatore di Siemens.

Siemens è stata fondata il 12 ottobre 1847 a Berlino dall'industriale tedesco Ernst Werner von Siemens con il nome di "Telegraphen-Bauanstalt von Siemens & Halske" (compagnia di costruzione telegrafi). L'obiettivo dell'inventore, a quel tempo trentenne, era quello di migliorare il telegrafo di Charles Wheatstone e William Fothergill Cooke con la collaborazione del meccanico Johann Georg Halske. L'anno successivo l'azienda si occupò della costruzione della prima linea telegrafica tra Berlino e Francoforte sul Meno.
Nel 1853 l'azienda di Siemens si aggiudicò dal governo russo una serie di contratti per la costruzione e la manutenzione di nuove linee telegrafiche, di cui una tra Varsavia e il confine con la Prussia, che ammontavano a circa 9000 chilometri in totale. Per queste operazioni fu aperto un nuovo ufficio a San Pietroburgo diretto dal fratello di Werner, Carl von Siemens.
Nel 1858 l'ufficio di Londra fu convertito in un'azienda indipendente con il nome di "Siemens, Halske & Co", dopo che i due soci maturarono un certo interesse per il mercato inglese, che in quegli anni si preparava alla costruzione di linee sottomarine.

### Dal 1866 alla fine della prima guerra mondiale
Nel 1866 Werner von Siemens contribuisce allo sviluppo della dinamo basandosi sui lavori di Michael Faraday e nell'anno successivo brevetta per la prima volta il funzionamento della macchina, assicurandosi così il diritto di commercializzarla. Solo, però, dopo circa nove anni di sviluppo la macchina fu lanciata sul mercato e iniziò ad essere usata nei motori e nell'illuminazione.
Nel 1868 la Siemens & Halske iniziò i lavori per la costruzione di una nuova linea telegrafica, che doveva collegare l'Europa con l'India; dopo due anni l'opera fu conclusa e fu trasmesso il primo messaggio.
Nel 1874 l'azienda iniziò la posa di un primo cavo sottomarino tra l'Irlanda e il Nord America che doveva servire le comunicazioni tra il continente europeo e quello americano. La linea telegrafica entrò in funzione nel settembre dell'anno successivo e fu seguita dalla costruzione di altri quindici collegamenti transatlantici.
Nel 1879 venne poi presentata la prima linea ferroviaria elettrificata.

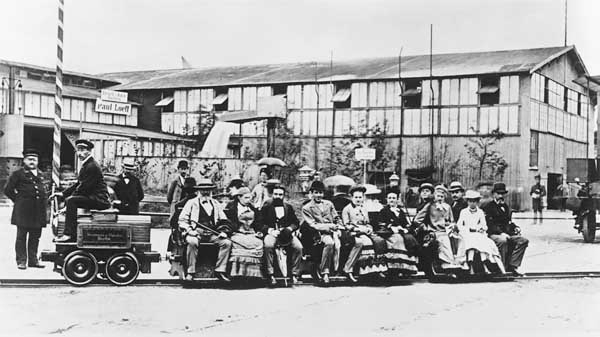
La prima locomotiva elettrica costruita dalla Siemens & Halske.

A seguito della forte crescita dell'economia tedesca, e soprattutto del settore dell'ingegneria elettrica, l'azienda di Siemens si trasformò in una società per azioni, mantenendo però i titoli in mano alla famiglia.
Tra il 1897 e il 1914 attraversò numerosi cambiamenti strutturali, tra i quali l'accentramento delle attività di ricerca e sviluppo presso un unico laboratorio, l'ampliamento degli impianti di produzione della sede di Berlino e la fusione delle proprie attività riguardanti l'ingegneria elettrica pesante con l'azienda "Elektrizitäts-Aktiengesellschaft vorm. Schuckert & Co" (EAG), dando vita alla Siemens-Schuckertwerke GmbH.
Durante la prima guerra mondiale, come altre aziende del settore, Siemens & Halske si occupò della costruzione di armi, di infrastrutture e attrezzature militari, di biplani e motori aeronautici e, sulla fine del conflitto, anche di grandi velivoli.

### Primo dopoguerra
Dopo la Grande Guerra la Siemens perse circa il quaranta percento del suo capitale e molti dei suoi brevetti. Durante questo periodo l'azienda fu guidata da Carl Friedrich von Siemens e attraversò un periodo di ristrutturazione nel quale la produzione fu incentrata nell'ambito delle infrastrutture elettriche.
Nel luglio 1919 l'azienda unì le sue attività che riguardavano l'illuminazione con quelle di altre due aziende del settore, la AEG e la Deutsche Gasglühlicht AG, dando nascita alla OSRAM GmbH.
Dal 1920 partecipò a diversi cantieri in Germania per la costruzione di nuove linee telefoniche. Ripresero inoltre le attività dell'azienda nel Giappone e negli Stati Uniti per la progettazione di infrastrutture elettriche, anche grazie a diversi contratti che le aziende locali firmarono con la Siemens-Schuckertwerke. Sempre dallo stesso anno, inoltre, l'intero sistema di produzione venne aggiornato rendendolo più simile ad una catena di montaggio, permettendo tempi di assemblaggio più rapidi e una riduzione dello spazio richiesto per il magazzino.
Nel 1924 Siemens acquisì il controllo della Reiniger, Gebbert & Schall (RGS), un'azienda che produceva attrezzature e tecnologie medicali, dando successivamente vita alla Siemens-Reiniger-Werke AG (SRW) che si continuò ad occupare delle stesse attività in una sede nella città di Erlangen.

### Seconda guerra mondiale

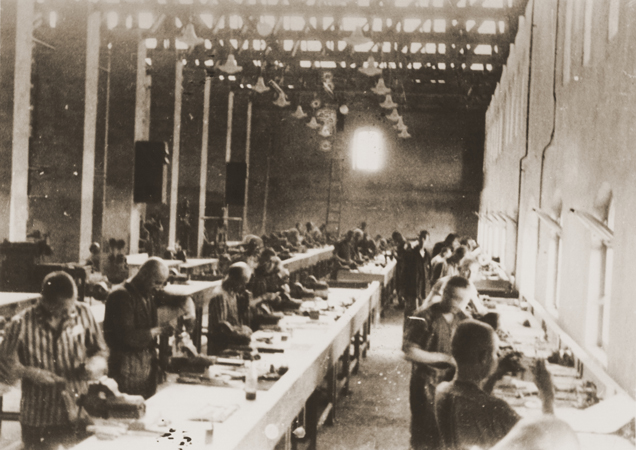
Alcuni prigionieri del campo di concentramento di Bobrek, un sottocampo di Auschwitz, mentre producono parti di aerei in una fabbrica della Siemens.

Dagli anni trenta, con l'avvento del nazionalsocialismo, l'industria tedesca andò incontro ad una forte crescita economica, dovuta soprattutto agli innumerevoli contratti stretti dalle aziende con il governo per la produzione di armamenti.
A causa della mancanza di operai, a partire dal 1940, la Siemens cominciò ad utilizzare il lavoro forzato per far fronte alla crescente domanda di attrezzature militari da parte del regime, sfruttando le persone deportate nei campi di sterminio. Le condizioni di lavoro nelle fabbriche erano critiche, non di rado c'erano problemi di malnutrizione e morti. L'azienda aveva, inoltre, la proprietà di un impianto di produzione presso il campo di concentramento di Auschwitz. Nel 1942, Siemens costruì una fabbrica direttamente accanto al campo di concentramento femminile di Ravensbrück. Negli ultimi anni della guerra, diverse fabbriche nell'area di Berlino e in altre grandi città furono bombardate; per evitare ulteriori perdite, l'amministrazione decise di spostare la manifattura in siti alternativi che non erano soggetti agli attacchi aerei, conservando così una produzione continua di beni importanti.
Durante gli anni della guerra, Siemens fornì materiale elettrico per la costruzione dei campi di concentramento e di sterminio nazisti. Diverse fonti, inoltre, affermano che le fabbriche presenti nei campi furono create, gestite e rifornite dalle SS in collaborazione con diversi amministratori di alto grado dell'azienda.
Alla fine del conflitto molti edifici e fabbriche in Germania risultavano distrutti dai bombardamenti, mentre quelli nel resto del mondo furono confiscati dagli alleati. All'amministrazione dell'azienda rimaneva Hermann von Siemens, che sostituì lo zio Carl Friedrich von Siemens nel 1941.

### Dal 1945 al 2006
Dopo un periodo di ricostruzione, dal 1949 in poi Siemens & Halske spostò la sede da Berlino a Monaco di Baviera e iniziò a produrre dispositivi a semiconduttore, lavatrici, radio, televisori e altri elettrodomestici. Dal primo ottobre 1957 la costruzione di questi ultimi venne unificata sotto la nuova azienda Siemens Electrogeräte AG. Nello stesso giorno del 1966 Siemens & Halske, Siemens-Schuckertwerke e Siemens-Reiniger-Werke unirono le loro operazioni fondando Siemens AG.

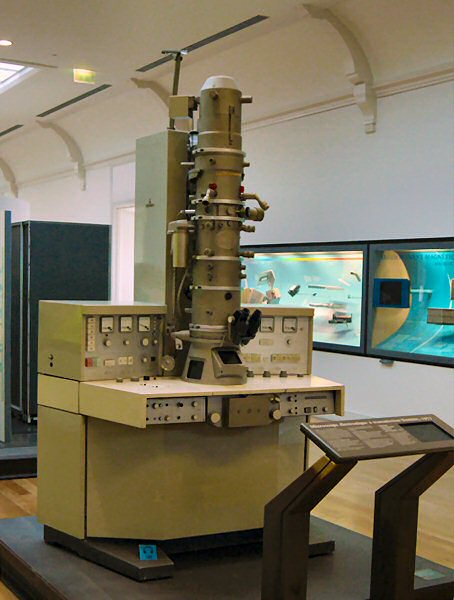
Un microscopio elettronico Siemens del 1973 in mostra al Museo delle Arti e dei Mestieri di Parigi.

L'azienda ha prodotto anche il celebre telefono fisso Bigrigio fornito dalla SIP. Grazie all'evoluzione dell'elettronica e delle telecomunicazioni, nel 1980 Siemens digitalizza le tecnologie telefoniche e cinque anni dopo inizia a produrre telefoni cellulari.
Il primo ottobre 1990 Siemens acquisisce Nixdorf Computer AG e crea una nuova divisione, la Siemens Nixdorf Informationssysteme AG, che produce personal computer, con uno stabilimento automatizzato ad Augusta che a metà decennio era il più grande impianto europeo di costruzione di computer. Tre anni prima della quotazione nella borsa di New York del 12 marzo 2001, l'azienda attraversa un periodo di ristrutturazione sotto l'amministrazione di Heinrich von Pierer, vista la situazione economica critica attraversata nei periodi precedenti. Nel gennaio 2014 il consiglio di amministrazione opta per un delisting dalla stessa Borsa a causa dei risultati non in linea con le aspettative.
Nel 2005 la divisione Siemens Mobile viene ceduta all'azienda di Taiwan BenQ, rinominata poi "BenQ Mobile", questa fallisce due anni dopo per i mancati finanziamenti da parte dell'azienda madre.
Nel 2008, a causa di problemi di compliance normativa, di trasparenza e di corruzione, Siemens venne condannata al pagamento di una sanzione dell'ammontare di circa 1,6 miliardi di euro dopo due anni di collaborazione con le autorità americane e tedesche. La sanzione americana, del totale di 1,3 miliardi, fu comminata per corruzione e per il tentativo di falsificazione dei libri contabili della stessa società, mentre quella tedesca, di 395 milioni, fu dovuta per il mancato rispetto dei doveri di vigilanza da parte del consiglio di amministrazione. Tuttavia il costo sostenuto da Siemens, includendo le spese legali, fu di più di 2,5 miliardi di euro.

### Dal 2007 in poi
Nel 2007 Siemens acquisisce la UGS Corp., un'azienda americana attiva nel settore della gestione dei dati e nella progettazione dei sistemi di produzione. Due anni dopo il gruppo vende a Fujitsu la sua quota della società Fujitsu Siemens Computers che diviene Fujitsu Technology Solutions.
Il 26 settembre 2017 viene siglato un memorandum d'intesa tra Siemens AG ed Alstom SA ed il 23 marzo 2018 un accordo di combinazione di attività circa le attività mobilità di Siemens AG ed Alstom; la nuova società si sarebbe dovuta chiamare "Siemens Alstom". Tuttavia, il 6 febbraio 2019, a seguito del parere contrario della Commissione europea, la fusione viene fermata.
Fino al 2018, Siemens era articolata in otto divisioni e due settori indipendenti. Le prime erano Building Technologies, Digital Factory, Energy Management, Financial Services, Mobility, Power and Gas, Power Generation Services e Process Industries and Drives; mentre i due settori indipendenti riguardavano l'ambito medicale, gestito da Siemens Healthineers AG, e quello dell'energia eolica amministrato dalla divisione a gestione separata Siemens Wind Power.
Nello stesso anno, però, l'azienda annuncia un programma di ristrutturazione denominato "Vision 2020+", nel quale si prevede di riorganizzare dall'anno successivo le differenti divisioni con l'obiettivo di ridurle di numero e di accorpare alcune funzioni.
Nel febbraio 2021 Joe Kaeser, alla guida del gruppo dall'agosto 2012, lascia l'incarico di CEO a Roland Busch.
Nell'ottobre 2023 Siemens ha annunciato di avere eseguito con successo il primo test di una turbina industriale alimentata al 100% da idrogeno verde generato da un elettrolizzatore da 1 megawatt. La turbina opera anche a gas e con una miscela a piacere di gas e idrogeno.

## Struttura e organizzazione

### Dal 2014 al 2019
Dal 2014 al 2019, anno in cui è avvenuta una successiva ristrutturazione, Siemens AG suddivideva le sue operazioni in otto divisioni e due settori indipendenti, andando a sostituire i quattro rami precedenti Infrastructures and Cities, Industry, Energy e Healthcare. Le otto divisioni erano le seguenti:
- Building Technologies, che si occupava della progettazione e della costruzione di prodotti per la sicurezza e l'automazione delle infrastrutture e degli edifici;
- Digital Factory, specializzata nella fornitura di strumenti e servizi tecnologici riguardanti i processi di produzione;
- Energy Management, che costruiva sistemi per la trasmissione e la distribuzione dell'energia elettrica;
- Financial Services, per la vendita di servizi finanziari;
- Mobility, per la costruzione di infrastrutture per il trasporto, la progettazione e produzione di sistemi di segnalamento e di materiale rotabile;
- Power and Gas, specializzata nella costruzione di centrali elettriche e infrastrutture per il trasporto del gas naturale;
- Power Generation Services, occupata nei servizi di manutenzione;
- Process Industries and Drives, per la produzione e progettazione di prodotti riguardanti l'automazione.

Il settore dedicato all'energia eolica era amministrato dalla divisione a gestione separata Siemens Wind Power. I servizi e i prodotti dell'ambito medico continuano ad essere gestiti dall'azienda indipendente Siemens Healthineers AG.

### Struttura corrente
A seguito del piano di ristrutturazione del 2018 denominato "Vision 2020+", a partire dall'anno fiscale 2019, il gruppo Siemens risulta diviso nelle tre aziende operative Digital Industries, Smart Infrastructure e Gas and Power, e nelle tre aziende strategiche Siemens Mobility, Siemens Healthineers e Siemens Gamesa
Renewable Energy. A queste aziende del ramo industriale si accostano Siemens Financial Services, che si occupa della vendita interaziendale di servizi finanziari, Siemens Global Business Services, che offre servizi di consulenza a livello globale, e Siemens Real Estate Services, occupata nella gestione degli immobili di proprietà del gruppo. Nel gruppo rientrano, poi, una serie di altre aziende raggruppate sotto il nome di Siemens Portfolio Companies. Queste ultime si occupano della vendita di grandi infrastrutture elettriche, veicoli commerciali, componenti mecchaniche e, infine, di logistica.

#### Siemens Digital Industries
Siemens Digital Industries è un'azienda fondata da Siemens AG nel 2019 a seguito dell'unione delle due sue precedenti divisioni Digital Factory e Process
Industries and Drives. 
L'azienda ha sede a Norimberga, in Germania, e conta circa 78 000 dipendenti in tutto il mondo. Nel 2019 ha registrato un fatturato di 16,087 miliardi di euro. I prodotti e i servizi offerti riguardano la digitalizzazione e l'automazione dei processi produttivi, quali, ad esempio, software per le fabbriche e software per il controllo del ciclo di vita del prodotto, macchine, sensori, sistemi per la meccatronica, piattaforme cloud e per l'internet delle cose. All'inizio del 2019, Digital Industries acquisisce il gruppo Mendix per 600 milioni di euro. L'azienda si occupava prevalentemente dello sviluppo di piattaforme low code e cloud.

#### Siemens Smart Infrastructure
Siemens Smart Infrastructure è un'azienda fondata da Siemens AG nel 2019 a seguito dell'integrazione della divisione Building Technologies con parti delle divisioni Energy Management e Digital Factory. Nel 2019 ha registrato un fatturato di 15,225 miliardi di euro. L'azienda offre servizi e prodotti per la trasmissione e la distribuzione di energia elettrica, per l'automazione e la smart grid, sistemi per la prevenzione degli incendi, per la sicurezza e l'efficienza energetica degli edifici.

#### Siemens Gas and Power
Siemens Gas and Power è un'azienda fondata da Siemens AG nel 2019 a seguito dell'unione delle due precedenti divisioni Power and Gas e Power Generation Services. L'azienda ha sede a Houston in Texas. Nel 2019 ha registrato un fatturato di 17,663 miliardi di euro. Ora parte di Siemens Energy I prodotti e i servizi offerti riguardano la produzione e la trasmissione di energia elettrica, la produzione e il trasporto del petrolio e del gas naturale.

#### Siemens Mobility
Siemens Mobility è un'azienda fondata da Siemens AG a seguito di un programma di ristrutturazione iniziato nel 2018 ed è l'erede della precedente divisione Mobility. Nel 2019 l'azienda ha registrato un fatturato di 8,916 miliardi di euro. I prodotti offerti riguardano il materiale rotabile, sistemi di automazione ferroviaria e tecnologie per la gestione del traffico. Inoltre, sono venduti servizi quali la consulenza, la costruzione e la pianificazione.

#### Siemens Healthineers
Siemens Healthineers AG è un'azienda quotata nella Borsa di Francoforte, fondata da Siemens AG e partecipata da questa per una quota di azioni equivalente all'85,000 %. Nel 2019 l'azienda contava 52 000 dipendenti e ha registrato un fatturato di 14,517 miliardi di euro. I servizi e i prodotti offerti riguardano le tecnologie medicali, in particolare le macchine per la risonanza magnetica, la tomografia computerizzata e la radiografia.

#### Siemens Gamesa Renewable Energy
Siemens Gamesa Renewable Energy SA è un'azienda quotata nella Borsa di Madrid, fondata nel 1976 e partecipata da Siemens AG per una quota di azioni equivalente al 67,1 %. Nel 2019 l'azienda contava 24 466 dipendenti e ha registrato un fatturato di 10,227 miliardi di euro. I servizi e i prodotti offerti riguardano l'energia eolica, le turbine eoliche e la manutenzione di esse.

## Siemens in Svizzera
Dalla vendita della divisione Power Grids di ABB a Hitachi nel 2020, Siemens è il più grande datore di lavoro industriale della Svizzera.

## Partecipazioni
Il gruppo Siemens detiene il controllo, o partecipa al controllo, di 1066 aziende. Di queste, 136 si trovano in Germania, 525 in Europa, nel Commonwealth, in Africa o nel Medio Oriente, 171 in America e le restanti 234 in Asia o in Australia.
Fra tutte le partecipazioni, si elencano di seguito quelle con valutazione più elevata:
- Siemens Healthineers – 85,000 %
- Siemens Ltd – 75,000 %
- Siemens Gamesa Renewable Energy – 67,100 %
- Siemens AG[48] – 4,380 %
- AtoS – 11,400 %
- Siemens Pak. – 74,700 %
- Imricor Medical Systems, Inc. – 11,200 %
- SIMEC Atlantis Energy Limited – 2,310 %

## Azionariato
Siemens si è quotata in borsa per la prima volta il 9 marzo 1899 e, dal gennaio del 2014 dopo essere uscita da quella di New York, è presente solo nella Borsa di Francoforte. Il titolo è parte degli indici DAX 30, S&P Global 100, Dow Jones EuroStoxx 50, Dow Jones Stoxx 50, Dow Jones Sustainability Index e Global Titan. Dal 30 settembre 2016, ossia la data dell'ultima emissione, le azioni emesse ammontano a 850 milioni per un capitale sociale totale di 2,55 miliardi di euro.
Le azioni sono detenute da circa 866 000 azionisti registrati, così suddivisi per categoria:
- Investitori non identificati – 6 %
- Famiglia Siemens – 6,45 %[47]
- Investitori privati – 21 %
- Investitori istituzionali – 67 %

In particolare, i primi dieci investitori per numero di azioni detenute sono i seguenti:
| Azionista                                          | Azioni     | Quota % |
| -------------------------------------------------- | ---------- | ------- |
| Famiglia Siemens                                   | 54 852 204 | 6,450   |
| Siemens AG                                         | 37 232 048 | 4,380   |
| The Vanguard Group                                 | 21 694 638 | 2,550   |
| Catella Fondförvaltning AB                         | 19 864 656 | 2,340   |
| Norges Bank Investment Management                  | 16 861 239 | 1,980   |
| PRIMECAP Management Co.                            | 13 636 303 | 1,600   |
| DWS Investment GmbH                                | 11 052 928 | 1,300   |
| Amundi Asset Management SA (Investment Management) | 10 901 969 | 1,280   |
| DWS Investments (UK) Ltd.                          | 10 810 816 | 1,270   |
| BNP Paribas Asset Management France SAS            | 10 355 266 | 1,220   |